# Christiansholm
Christiansholm è un comune di 230 abitanti dello Schleswig-Holstein, in Germania.
Appartiene al circondario (Kreis) di Rendsburg-Eckernförde (targa RD) ed è parte della comunità amministrativa (Amt) di Hohner Harde.

## Storia
La città fu fondata nel 1762 e prende il nome da Cristiano VII re di Danimarca.